# Parallel Play
Albums de Sloan
Never Hear the End of It
(2006)
Parallel Play est un album du groupe Sloan sorti en 2008.
Le 11 avril 2008, le site internet du label Yep Roc Records a annoncé la sortie pour le 10 juin 2008 du nouvel album de Sloan.
Chacun des membres a composé trois chansons, sauf Andrew Scott qui en a composé quatre.
Le titre fait référence à l'étape de développement comportemental des jeunes enfants dite du "jeu parallèle" durant laquelle les enfants apprécient de jouer de manière indépendante entourés d'autres enfants. Ce processus correspond bien à la manière dont fonctionne le groupe.
Cet album est leur plus court (37 minutes) et fait suite à leur album le plus long (Never Hear the End of It).
Believe in me est le premier single tiré de l'album.
Le titre The Other Side est utilisé en 2011 dans l'épisode 3-22 de la série policière américaine Castle pour appuyer la scène où Kate Beckett (incarnée par Stana Katic) séduit un suspect en émergeant de la piscine d'un hôtel.

## Liste des titres
1. Believe In Me - PATRICK
2. Cheap Champagne - JAY
3. All I Am Is All You’re Not - CHRIS
4. Emergency 911 - ANDREW
5. Burn For It - PATRICK
6. Witch's Wand - JAY
7. The Dogs - ANDREW
8. Living The Dream - CHRIS
9. The Other Side - PATRICK
10. Down In The Basement - ANDREW
11. If I Could Change Your Mind - JAY
12. I'm Not A Kid Anymore - CHRIS
13. Too Many - ANDREW